# Manche mögen’s reich
Manche mögen’s reich ist eine französische Filmkomödie von Christian Vincent aus dem Jahr 2006.

## Handlung
Die Lehrerin France Dumanoir, genannt Franssou, erbt von ihrer Urgroßtante 50.000 Euro. Obwohl ihr langweiliger Freund Marc ihr vorschlägt, sich von dem Geld eine neue Matratze zu kaufen oder es anzulegen, erfüllt sich Franssou lieber spontan einen Lebenstraum: Sie reist von Paris nach Cannes und bezieht ein Zimmer im 5-Sterne-Luxushotel Carlton. Bereits am ersten Tag macht sie ungefragt Bekanntschaft mit Stéphane Lachesnaye, der ebenfalls im Carlton wohnt und als vermeintlicher Tourmanager von Elton John für diesen ein Zimmer im Hotel sucht. Gleichzeitig versucht er, als vermeintlicher Immobilienmakler eine Villa an den reichen, aber nicht sonderlich intelligenten Ex-Rennfahrer René zu verkaufen. Franssou fährt Stéphane eines Tages aus Neugier nach, was wiederum ihn dazu bringt, mit ihr zu flirten und sie ans andere Ende der Stadt zu einem vermeintlich romantischen Ausflug mitzunehmen. Hier nimmt er sie in die Mangel, befragt sie nach ihrer Identität und macht ihr klar, dass er es überhaupt nicht mag, heimlich verfolgt zu werden. Weil Stéphane jedoch beim Glücksspiel 30.000 Euro Schulden gemacht hat und das Geld am nächsten Tag zurückzahlen muss, wenn er nicht seine Gesundheit aufs Spiel setzen will, wendet er sich erneut an Franssou. Er weiß, dass sie geerbt hat. Sie stimmt zu, ihm 30.000 Euro zu leihen, stellt jedoch zwei Bedingungen: Sie weicht ihm nicht von der Seite, bis sie ihr Geld zurückerhalten hat. Zudem muss er ihr nicht 30.000, sondern 60.000 Euro zurückzahlen. Notgedrungen stimmt Stéphane den Bedingungen zu.
Stéphanes Plan, einfach heimlich aus dem Hotel zu verschwinden, schlägt fehl, weil Franssou in sein Hotelzimmer einzieht. Längst hat sie erkannt, dass Stéphane ein kleiner Betrüger ist, der ihr zudem eine falsche Identität genannt hat. Sie hat sich jedoch in ihn verliebt und auch wenn Stéphane hartnäckig jedes Interesse an ihr leugnet, glaubt sie ihm nicht. Stéphane hofft, die nötigen 60.000 Euro über den Verkauf der eigentlich nicht zum Verkauf stehenden Villa an René zu erhalten. René entscheidet sich jedoch gegen den Kauf, da die Garage seine acht Autos nicht fassen würde. Er lädt ihn dennoch zu einem Gespräch beim Pferderennen ein. Stéphane bringt Franssou mit. Als er erkennt, dass René sich sofort in die junge Frau verliebt hat, gibt er sie als sein Ziehkind aus, das früher in der zum Verkauf stehenden Villa lebte und leidenschaftlich gern zu Autorennen gegangen ist. Franssou spielt das Spiel mit, trifft sich mit René und findet Gefallen an ihm, zumal er in ihrer Gegenwart aufblüht. Beide gehen Essen und Franssou nimmt eine Einladung übers Wochenende in seine Villa an. Auch Stéphane darf mitkommen, soll er dem nervösen René doch beim Umgang mit Franssou helfen. An der Villa hat René dennoch kein Interesse mehr, würde er für Franssou doch selbst seinen eigenen Besitz verkaufen. Als Stéphane erkennt, dass René Franssou wirklich liebt und auch sie angesichts seines Reichtums ein Leben an seiner Seite nicht undenkbar findet, gesteht Stéphane René, dass in Wirklichkeit er und Franssou ein Paar sind, er sie liebe, und sie nur tue, was er ihr gesagt habe. Franssou ist erfreut und verschwindet mit Stéphanes aus Renés Villa. Beide kehren ins Carlton zurück, wo jedoch unerwartet Elton John erscheint. Stéphane, der nie für ihn gearbeitet hat, flieht überstürzt mit Franssou. Obwohl beide ihre Sachen im Hotel zurücklassen mussten, zeigt sich Franssou optimistisch. Sie hat den Rest ihrer Erbschaft, immerhin 10.000 Euro, bei sich und ist bereit, zukünftig mit Gauner Stéphane gemeinsame Sache zu machen.

## Produktion

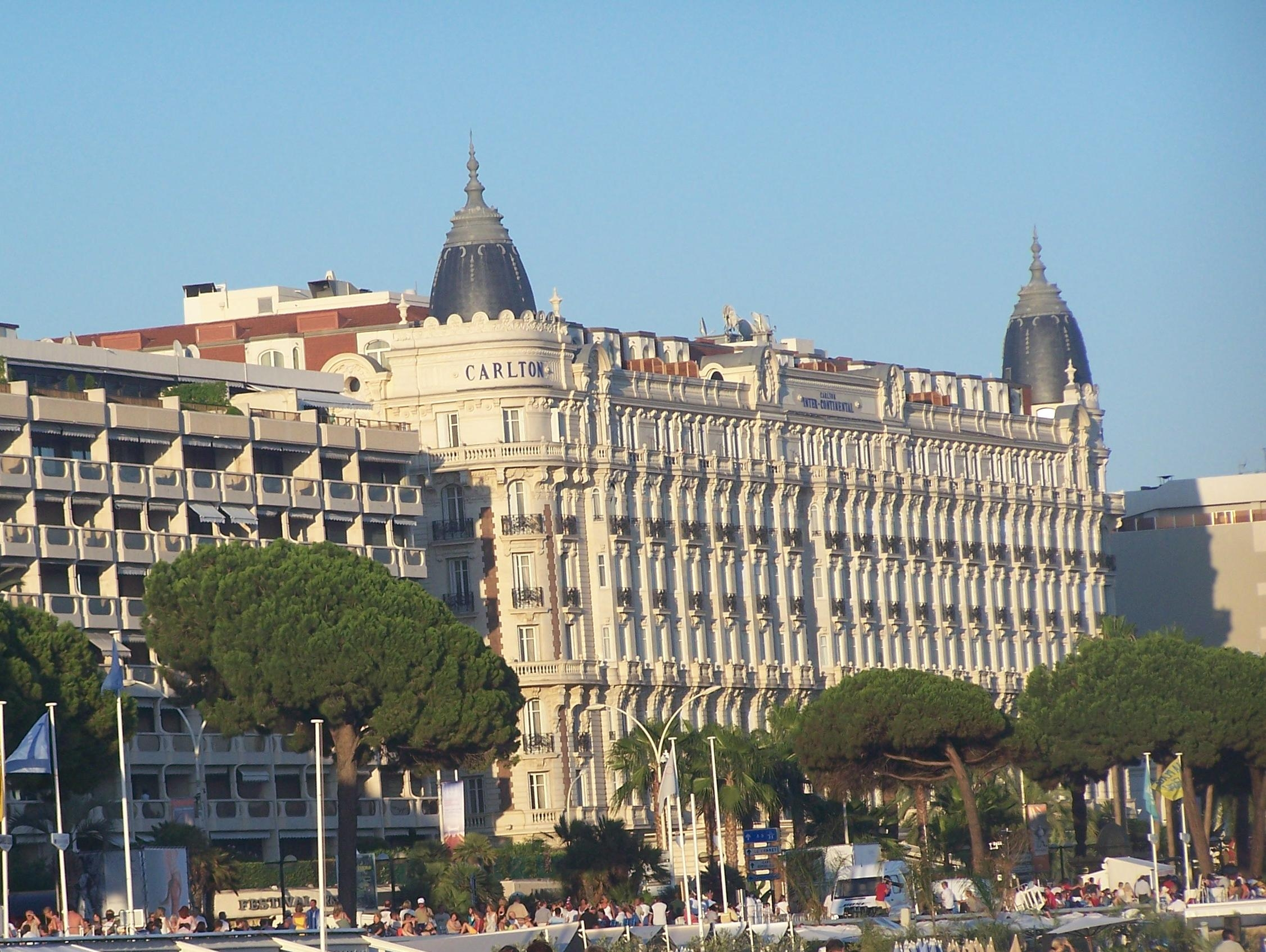
Hotel Carlton in Cannes, ein Drehort des Films

Manche mögen’s reich wurde in Cannes (u. a. InterContinental Carlton Cannes) und Nizza (u. a. Hotel Beau Rivage, École Publique Spécialisée Le Château) gedreht. Die Szenen an der Pferderennbahn wurden an der Pferderennbahn der Côte d’Azur in Cagnes-sur-Mer gedreht. Die Kostüme schuf Carine Sarfati, die Filmbauten stammen von Patrick Durand.
Manche mögen’s reich lief bei den Internationalen Filmfestspielen Berlin 2006 im Rahmen der Reihe Panorama. Der Film kam am 3. Mai 2006 in die französischen Kinos, wo er von rund 780.000 Zuschauern gesehen wurde. In Deutschland erschien der Film am 2. Februar 2007 direkt auf DVD.

## Synchronisation
| Rolle                      | Darsteller         | Synchronsprecher      |
| -------------------------- | ------------------ | --------------------- |
| France „Franssou“ Dumanoir | Isabelle Carré     | Kristina von Weltzien |
| Stéphane Lachesnaye        | José Garcia        | Lutz Schnell          |
| René                       | François Cluzet    | Reent Reins           |
| Jacky Morestel             | Jean-Paul Bonnaire | Wolf Frass            |
| Robert                     | Luis Rego          | Henry König           |

## Kritik
Der film-dienst nannte Manche mögen’s reich eine „überzeugend gespielte, romantisch-turbulente (Gauner-)Komödie über die Welt des schönen Scheins.“ Cinema empfand den Film als „wenig originell“.

## Auszeichnungen
François Cluzet erhielt für seine Darstellung des René im Jahr 2007 eine César-Nominierung in der Kategorie Bester Nebendarsteller.